# William Joseph Levada

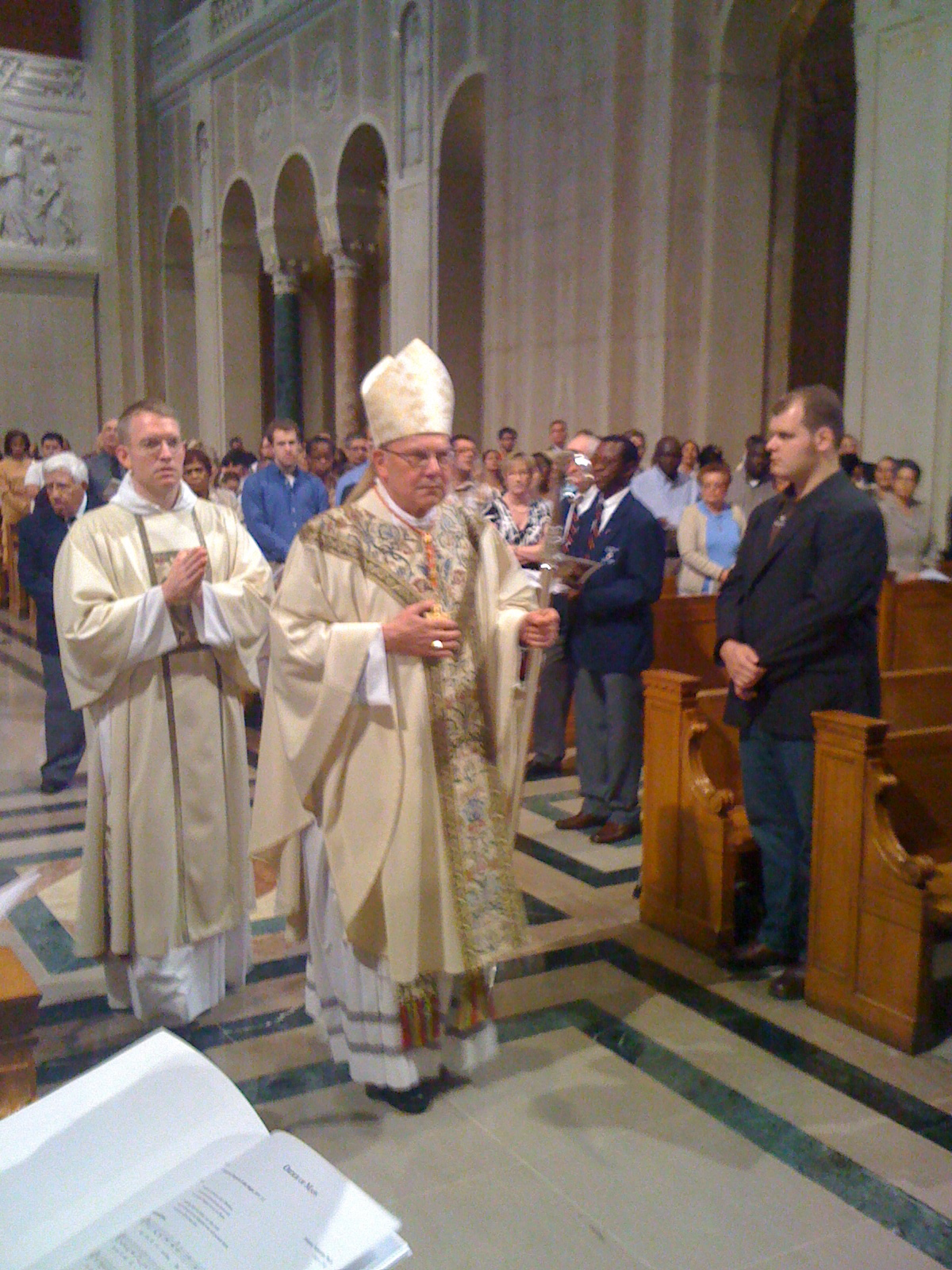
Levada em 2009, na consagração de Joseph Augustine Di Noia

William Joseph Levada (Long Beach, Califórnia, 15 de junho de 1936 – Roma, 26 de setembro de 2019) foi um cardeal estadunidense e prefeito emérito da Congregação para a Doutrina da Fé.
Enquanto servia como arcebispo, ele foi criticado por encobrir  abusos sexuais  cometidos por padres dentro de sua jurisdição. Levada foi nomeado cardeal em 2006 por Bento XVI.

## Envolvimento em  encobrimento  de abusos nos  EUA
Levada foi criticado pela forma como lidou com padres que cometeram  abuso sexual  em Portland e em San Francisco.
Em 1985, como contato do cardeal  Bernard Francis Law  de Boston sobre o assunto, Levada recebeu um relatório de um painel de três homens liderado pelo  padre Thomas P. Doyle  sobre questões médicas, legais e morais suscitadas por clérigos abusivos,  em uma tentativa de apresentar o relatório à Conferência dos Bispos Católicos dos Estados Unidos em sua reunião de Junho de 1985.  Alguns dias depois, o padre Doyle foi informado por Levada de que seu relatório não seria apresentado aos bispos. Em 1986  Doyle foi despromovido do seu posto na embaixada do Vaticano. 
Numa entrevista de 2008, Levada disse: "Pessoalmente, não aceito que haja uma ampla base de bispos culpados de ajudar e incitar pedófilos . Se eu pensasse que havia, certamente gostaria de falar com eles sobre isso." 
Como arcebispo de Portland, Levada removeu o padre Joseph Baccellieri, um pároco acusado de abuso sexual infantil, em 1992, mas não encaminhou o caso à polícia. Em 1993, ele soube das alegações de que o padre havia abusado não de uma, mas de três vítimas do sexo masculino. Levada autorizou pagamentos secretos às vítimas depois que elas ameaçaram tornar as denúncias públicas em um processo. Levada permitiu que Baccellieri voltasse ao serviço em 1994, depois de ele ter feito terapia e com a condição de que não pudesse estar perto de crianças e não pudesse aconselhar adultos ou crianças. Levada não informou os paroquianos ou as autoridades sobre as alegações. Baccellieri passou a servir como pastor ou pastor associado em quatro paróquias da área de Portland entre 1994 e 2001, quando saiu de licença para estudar direito canônico.
Depois de gastar US$ 53 milhões para resolver mais de 100 reclamações de abuso sexual de padres, Portland em 2004 se tornou a primeira arquidiocese católica romana dos EUA a declarar falência .
Em fevereiro de 2013, Levada disse à mídia que o cardeal Roger Mahony deveria ter permissão para ajudar a escolher o próximo papa, embora Mahony tivesse obstruído a investigação de abusadores de crianças enquanto chefiava a igreja em Los Angeles na década de 1980.
Quando em 13 de maio de 2005 o Papa Bento XVI o nomeou prefeito da Congregação para a Doutrina da Fé, que também é responsável pelos procedimentos canónicos em casos de abuso, a organização Rede de Sobreviventes dos Abusados por Sacerdotes  (SNAP) protestou com um comunicado de imprensa no mesmo dia, notando que  Levada assegurou que os padres contra os quais havia alegações críveis de abuso pudessem permanecer no cargo, mesmo quando processos  já estavam pendentes contra eles.  Com acordos legais garantiu que os casos de abuso não se tornassem públicos.  
O grupo de críticos da Igreja  Católicas pelo Direito de Decidir  também criticou o Papa Bento XVI em julho de 2005 pela  decisão de nomear Levada.   A organização  destacou que, como arcebispo de Portland, Levada protegeu um padre pedófilo por nove anos, o que ajudou a contribuir para que a arquidiocese de Portland se tornasse insolvente.
Em Maio de 2010, o New York Times escreveu que Levada não tinha agido adequadamente nos seus cargos anteriores como bispo e arcebispo em vários casos de abuso, como o de Gilbert Gauthe em 1985 e depois três outros padres incriminados até 2002. Em 1997, Levada suspendeu alegadamente um padre que o tinha informado de um caso suspeito  contra o que o padre suspenso moveu um processo com êxito. Levada admitiu que "podia ter feito muito melhor no passado".  